# Vestlig gorilla
Den vestlige gorilla (Gorilla gorilla) er den ene af to arter af gorillaer og den mest almindelige. Den lever i små grupper i tæt vegetation i tropiske skove i lavlandet i det vestlige Centralafrika. Føden består af frugter, blade, stængler og frø samt nogle få dyr, som f.eks. termitter.

## Underarter
Næsten alle individer af arten vestlig gorilla tilhører underarten vestlig lavlandsgorilla (G. g. gorilla), hvis bestand ligger på omkring 95.000 individer. Der menes kun at være 250 til 300 individer tilbage af den anden underart Cross River gorilla (G. g. diehli).

## Beskrivelse
Vestlig gorilla er generelt lysere end østlig gorilla (Gorilla beringei). De vestlige lavlandsgorillaer kan være brune eller grålige med et gulligt forhoved og have en hængende næsetip, der ikke findes hos østlig gorilla. Målinger af vilde gorillaer viser, at voksne hangorillaer i gennemsnit er 155 cm i højden, mens hunner er 135 cm. Man har sjældent vejet gorillaer i naturen, men i fangenskab vejer de i gennemsnit 157 kg (han) og 80 kg (hun). Cross River gorilla adskiller sig fra den vestlige lavlandsgorilla både med hensyn til dimensioner af tænder og kranium.

## Levevis
Den vestlige gorilla lever i grupper, der består af tre til tyve individer. Disse grupper er sammensat af mindst en han samt adskillige hunner og deres unger. En dominerende han, sølvryggen, leder gruppen. Unge hanner forlader normalt gruppen, når de bliver voksne og hunner overgår til en anden gruppe, inden de får unger første gang, som regel i en alder af 8 eller 9 år. De passer deres unge i 3-4 år. Tiden mellem hver fødsel er derfor lang, hvilket til dels forklarer hvorfor bestanden kun stiger langsomt og gør den vestlige gorilla sårbar overfor krybskytteri. På grund af den lange drægtighedsperiode og opfostringstid samt dødeligheden blandt ungerne vil en hun af vestlig gorilla kun føde en unge, der lever til den bliver kønsmoden, hvert sjette til ottende år. Gorillaer lever længe og kan i naturen blive op til 40 år gamle. En gorillagruppes område kan være på helt op til 30 kvadratkilometer, men forsvares ikke aktivt. Det er kendt, at den vestlige gorilla kan anvende redskaber.